# Lasius pogonogynus
Lasius pogonogynus es una especie de hormiga del género Lasius, tribu, Lasiini, orden Hymenoptera. Fue descrita por Buren en 1950.

## Distribución
Se distribuye por Estados Unidos.

## Hábitat
Habita debajo de rocas y piedras, en nidos, arbustos, hojas y zonas residenciales. Se ha encontrado a elevaciones de 1632-1753 metros.